# باروسا
باروسا روستایی در استان ریفت والی، کنیا می‌باشد.